# Batalha do Lago Benaco
A Batalha do Lago Benaco foi travada às margens do lago Garda, no norte da Itália, que era conhecido na época como Benaco (em latim: Benacus), no ano de 268 ou início de 269 entre o exército romano, comandado pelo imperador Cláudio II e as tribos germânicas dos alamanos e jutungos.

## Contexto
Em 268, os alamanos, que já vinham realizando incursões ao território romano desde o início do reinado de Marco Aurélio, invadiram o império atravessando o Danúbio e cruzaram os Alpes. As disputas de poder em Mediolano (a moderna Milão) por causa da revolta de Auréolo, o assassinato de Galiano e o consequente confronto entre ele e Cláudio II, que havia sido nomeado imperador em seu leito de morte, forçaram os romanos a retirar as tropas que guardavam a fronteira. Depois de derrotar e assassinar o rival num cerco à cidade de Mediolano, Cláudio levou seu exército e o que restava das forças de Auréolo para o norte para enfrentar os germânicos.

## Batalha e consequências
Não se conhecem os detalhes sobre a batalha, mas o futuro imperador Aureliano certamente teve nela um papel preponderante. Depois de uma vitória decisiva, segundo os relatos, Cláudio assumiu o título de Germânico Máximo. A maior parte do exército germânico foi destruída no campo de batalha e os sobreviventes foram expulsos do império. Cláudio retornou para Roma depois da batalha para cuidar dos assuntos de estado. Os alamanos retornaram à Itália em 271 e venceram Aureliano na Batalha de Placência, mas acabaram derrotados novamente (e definitivamente) na Batalha de Fano.